# Mihai-Cosmin Pascariu
Mihai-Cosmin Pascariu (n. 23 februarie 1983, Arad, România) este un politician român, ales în 2024 deputat din partea partidului Alianța pentru Unirea Românilor (AUR). 

## Carieră politică
Deputat (2024–prezent)

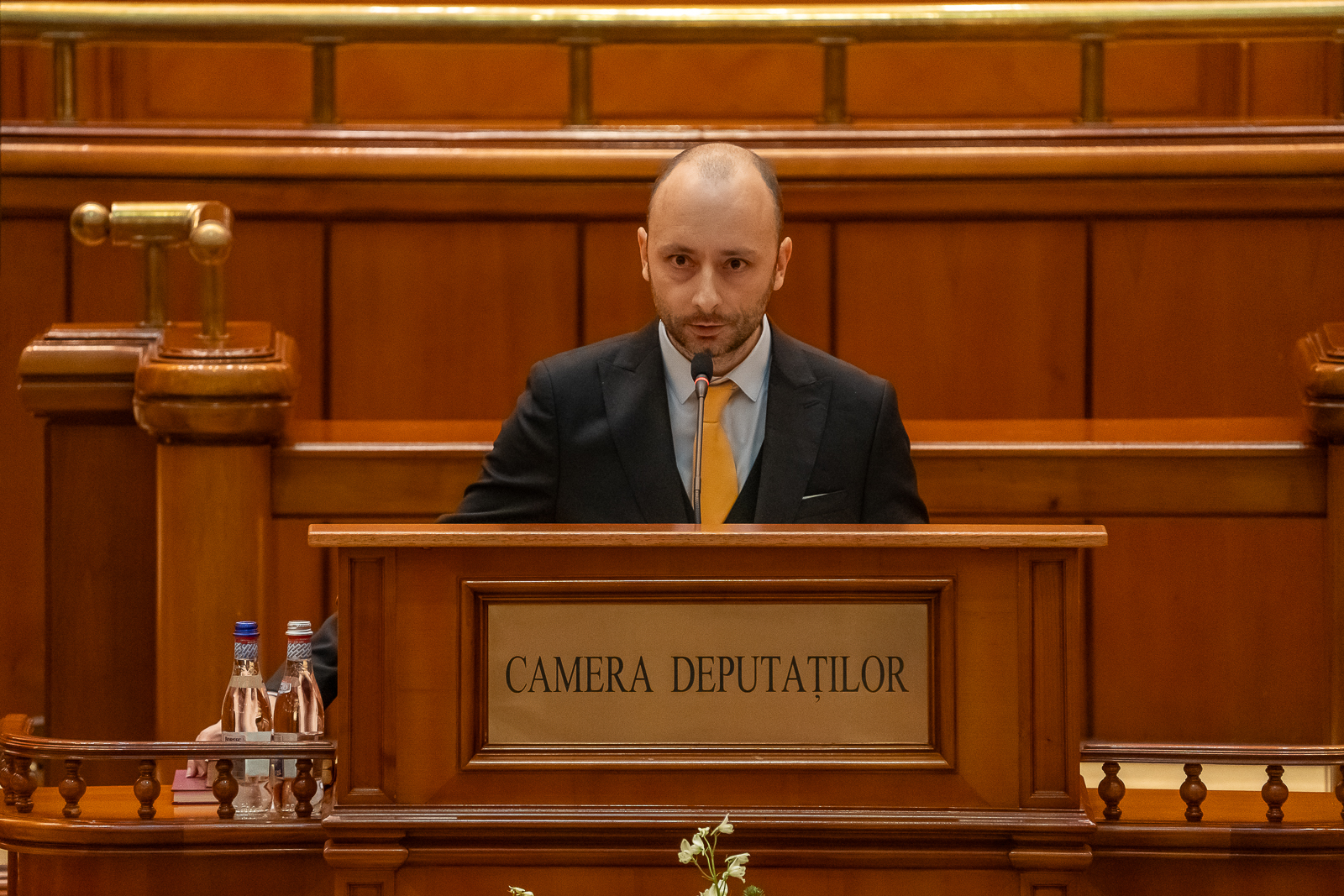
Pascariu depunând jurământul, 21 decembrie 2024

La alegerile parlamentare din 2024 pe 1 decembrie, Pascariu a fost ales deputat în circumscripția nr. 2 Arad, din partea partidului Alianța pentru Unirea Românilor (AUR, preluând mandatul la 21 decembrie. În prezent, este secretar al grupului parlamentar AUR, respectiv secretar al Comisiei pentru știință și tehnologie și membru al Comisiei pentru învățământ din Camera Deputaților.